# Shinkō Kinema
Shinkō Kinema (新興キネマ) est une société de production cinématographique japonaise active dans les années 1930.

## Contexte historique
La Shinkō est fondée en septembre 1931 à partir des restes des studios Teikoku Kinema Engei avec l'aide du capital de la Shōchiku. L'historien Jun'ichirō Tanaka écrit que le studio faisait partie de la stratégie de la Shōchiku pour monopoliser l'industrie japonaise du cinéma, en utilisant la Shinkō pour contrôler certaines des sociétés de production indépendantes en distribuant leurs films, et en attirant les talents rebelles qui quittaient ses rivaux comme Nikkatsu ou Fuji Eiga. Et de fait, la Shinkō a distribué les films de vedettes jidaigeki comme Tsumasaburō Bandō et Kanjūrō Arashi ou de gendaigeki telle que Takako Irie. Pendant une période, des réalisateurs comme Kenji Mizoguchi, Tomu Uchida, Minoru Murata, Shigeyoshi Suzuki et Yutaka Abe, ainsi que des vedettes comme Tokihiko Okada, Isamu Kosugi, Eiji Nakano, Fumiko Yamaji et Mitsuko Mori y ont tourné des films. Masaichi Nagata est devenu chef de studio à un moment donné. Ses principaux bureaux sont situés à Hatchōbori à Tokyo et ses studios à Uzumasa à Kyoto et Ōizumi (de nos jours à Nerima) à Tokyo.

## Fusion
La Shinkō, cependant, ne peut retenir tous ces talents et demeure un studio de second rang. En janvier 1942, dans le cadre de la réorganisation menée par le gouvernement de l'industrie, elle est fusionnée avec Daito Eiga et le bras de production de la Nikkatsu pour former la Dai Nihon Eiga Seisaku Kabushiki Kaisha (littéralement « Société anonyme cinématographique du Grand Japon ») qui deviendra plus tard la Daiei avec toujours Masaichi Nagata à sa tête.
Les studios de Tokyo et de Kyoto de la société Toei se trouvent de nos jours sur les sites des anciens studios Shinkō,.

## Films produits (sélection)
- 1931 : Kokyō (故郷?) de Sotoji Kimura
- 1932 : Yōkina shokkaku (陽気な食客?) de Sotoji Kimura
- 1932 : Warau chichi (笑ふ父?) de Sotoji Kimura
- 1932 : Tokai no hatoba (都会の波止場?) de Shigeo Tanaka
- 1932 : L'Aube de la fondation d'un état : La Mandchourie-Mongolie (満蒙建国の黎明, Manmō kenkoku no reimei?) de Kenji Mizoguchi
- 1932 : Tengu kaijō: Zenpen (天狗廻状 前篇?) de Sadao Yamanaka
- 1933 : La Fête à Gion (祇園祭, Gion matsuri?) de Kenji Mizoguchi
- 1933 : Le Fil blanc de la cascade (瀧の白糸, Taki no shiraito?) de Kenji Mizoguchi
- 1934 : Vents sacrés ou Le Groupe Jinpu (神風連, Jinpu-ren?) de Kenji Mizoguchi
- 1934 : Osen (おせん?) de Tamizō Ishida
- 1935 : Le Trône de l'homme blanc I (白銀の王座 前篇, Hakugin no ōza: Zenpen?) de Tomu Uchida
- 1935 : Le Trône de l'homme blanc II (白銀の王座 後篇, Hakugin no ōza: Kōhen?) de Tomu Uchida
- 1936 : Le Jardin des cerisiers (桜の園, Sakura no sono?) de Minoru Murata
- 1937 : L'Impasse de l'amour et de la haine (愛怨峡, Aien kyo?) de Kenji Mizoguchi
- 1938 : Mataemon Araki le maître de l'épée (剣豪荒木又右衛門, Kengō Araki Mataemon?) de Daisuke Itō
- 1938 : Le Chant de la caserne (露営の歌, Roei no uta?) de Kenji Mizoguchi
- 1938 : Ah ! Le Pays natal (あゝ故郷, Aa kokyo?) de Kenji Mizoguchi